# Eldridge Cleaver
Eldridge Cleaver, född 31 augusti 1935 i Wabbaseka, Arkansas, död 1 maj 1998 i Pomona, Kalifornien, var en amerikansk aktivist och en av grundarna av Svarta pantrarna (the Black Panther Party).
År 1954 arresterades han och dömdes till två och ett halvt års fängelse för marijuanainnehav. I Soledad-fängelset avslutade han sin gymnasieutbildning. I fängelset började han skriva sin självbiografiska bok Soul on Ice.
Ett år efter det att han släpptes ur Soledad-fängelset arresterades Cleaver för ett antal våldtäkter och dömdes till ett mellan 2 och 14 år långt fängelsestraff vilket han avtjänade först i San Quentin och sedan i Folsom State Prison. I sin självbiografi beskriver Cleaver hur han först började våldta afro-amerikaner som övning och sedan började våldta vita kvinnor som del av sin kamp.[källa behövs]
Cleaver lanserade också så kallade penis positive pants[källa behövs] i ett försök att framhäva manlighet och att motverka vad han uppfattade som en feminisering och spridning av homosexualitet i samhället.
Han kandiderade för posten som USA:s president 1968.[källa behövs] Samma år skadades han i ett bråk mellan pantrarna och polisen i Oakland. Han anklagades för mordförsök och fick fly till Algeriet,[källa behövs] där han vistades i exil. Så småningom flyttade han vidare till Kuba och Frankrike.
Hans bok, Soul on Ice (utkom på svenska 1968 under titeln Fråga inte ditt land) sålde i miljonupplaga i USA.[källa behövs]
Han återvände till USA 1975, och avsvor sig all anknytning till Svarta pantrarna.[källa behövs]